# Utik
Utik (armeno: Ուտիք, nota anche come Uti, Utiq, oppure Outi o Otena da fonti latine) fu una provincia storica del Regno d'Armenia e dell'Albania Caucasica.  La maggior parte della regione è situata nell'Azerbaigian, subito a ovest del fiume Kura, mentre una parte di essa si trova nella provincia di Tavush dell'attuale Armenia.

## Storia
Secondo l'Ashkharatsuyts ("Geografia", VII secolo d.C.) di Anania Shirakatsi, Utik era la dodicesima tra le province del Regno d'Armenia, e apparteneva, allora, al Regno di Aghvank (quando le province di Utik e Artsakh vennero disassociate dall'Armenia dopo la divisione effettuata nel IV secolo). Utik era abita dal popolo chiamato utis, da cui ricevette il suono nome. È documentato che, dopo la riconquista armena nel II secolo a.C., anche Utik avesse una popolazione armena.
Gli storici moderni concordano sul fatto che gli "utis" fossero un popolo di origine non armena, e l'attuale gruppo etnico degli Udi discende da quelli. Tuttavia questa informazione non viene confermata dalle fonti primarie poiché  non esistono solidi resoconti riguardo all'esistenza continua di civiltà non armene nell'Utik e altre terre orientali armene. 

Le quindici province dell'Armenia storica.

Secondo l'Ashkharatsuyts, del geografo armeno Anania Shirakatsi, Utik era costituita di 8 cantoni o distretto (gavar, in lingua armena): 
- Aranrot;
- Tri;
- Rotparsyan;
- Aghve;
- Tuskstak (Tavush);
- Gardman;
- Shakashen;
- Uti.

La provincia veniva ad essere delimitata dai fiumi Kura a nord-est, Arax a sud-est e dalla provincia di Artsakh ad ovest.
Gli storici greco-romani del periodo che va dal II secolo a.C. al II secolo d.C. stabilivano che Utik fosse una provincia armena, con il fiume Kura che separava l'Armenia dall'Albania. Ma il confine armeno-albanese lungo il fiume Kura, confermato dalle fonti greco-romane, era spesso infestato da eserciti di entrambe le regioni.
Secondo Strabone, l'Armenia, che nel VI secolo a.C. copriva una grande porzione dell'Asia, aveva perduto nel II secolo a.C. alcuni dei suoi territori. Nello stesso tempo Strabone scrive: 
Intorno al 190 a.C., sotto il re Artaxias I, l'Armenia conquistò Vaspurakan e Paytakaran sottratta alla Media, l'Acilisene alla Cataonia e Taron alla Siria. Alcuni hanno ipotizzato che in questo periodo Utik fosse una delle province ri-conquistate da Artaxias I, sebbene Strabone non elenchi Utik tra le sue conquiste.
Dopo che la regione tra i fiumi Kura e Arax (inclusa Utik) passasse all'Albania nel 387 d.C., gli storici armeni medievali (V-VII secolo d.C.) si riferivano a essa come "Pianura di Aghvank". In base alle cronache, del II secolo a.C., il re armeno Vagharshak istituì un principato di Aghvank facente parte del Regno d'Armenia , soggiogando le "selvagge tribù" a sud delle montagne del Caucaso, e stabilendo come suo governatore un nobile armeno di nome Aran, il quale discendeva dal patriarca armeno Hayk, della famiglia principesca armena di Sisakan. In riferimento a questo resoconto, i membri della famiglia Sisakan ereditarono Utik insieme al resto della pianura compresa tra i fiumi Arax e Kura, più tardi chiamata "Pianura di Aghvank" dai principi di Sisakan. 
Nel decennio del 370, dopo che il re Urnayr di Aghvank aveva invaso Utik, lo sparapet armeno Mushegh Mamikonyan sconfisse gli albanesi, ristabilendo le precedenti frontiere al fiume Kura. Nel 387 d.C. l'Impero sasanide aiutò gli albanesi a prendere possesso di alcune province del Regno d'Armenia, inclusa Utik. Successivamente, gli storici medievali armeni spesso si riferiranno alla regione come "Pianura di Aghvank."
Nella metà del V secolo, per ordine del re persiano Peroz I, il re Vache di Aghvank costruì nell'Utik la città inizialmente chiamata Perozapat, e più tardi Partaw e Bərdə, facendone la capitale di Aghvank.
A cominciare dal XIII secolo, l'area comprendente l'Utik e l'Artsakh venne chiamata Karabakh dai non-armeni.

## Popolazione
Nei tempi antichi la regione era abitata da armeni e "utis", dai quali a quanto sembra prese il nome. Le antiche cronache armene (V secolo d.C.) stabiliscono che i principi locali di Utik discendessero dalla nobile famiglia armena di Sisakan e parlassero armeno. L'origine degli "utis", riguardo al fatto se si fossero originati da una tribù armena o non-armena, resta oscura
Utik fu una delle province dell'Albania Caucasica, la cui popolazione viene riferita con il nome di udini (o utidorsi) dalle fonti latine, e con il nome di Outioi da fonti greche. Tuttavia, gli scrittori greco-romani collocano gli udis oltre Utik, a nord del Kura.
Plinio il Vecchio chiama "utis" una tribù scita, menzionando anche i cosiddetti Utidorsi (apparentemente una tribù di origine mista). A causa di questo, un cumulo di etnonimi o processi etnogenetici più complessi sono possibili (per esempio, l'insediamento di alcune popolazioni di lingua iranica o, meno probabilmente, ugro-finnica e l'adozione da parte loro della lingua della locale popolazione caucasica).